# Frank Terletzki
Frank Terletzki est un footballeur est-allemand, né le 5 août 1950. Il fut aussi entraîneur.

## Biographie
En tant que milieu de terrain, il fut international est-allemand à 4 reprises (1975-1980) pour un but.
Il participa aux Jeux olympiques de 1980 : il obtient la médaille d‘argent. Il fut titulaire contre l’Espagne, contre l’Algérie (1 but à 61e minute), contre la Syrie (1 but à 82e minute), contre l’Irak (1 but à la 22e minute), contre l’URSS, contre la Tchécoslovaquie (carton jaune).
Il joua au BFC Dynamo Berlin de 1968 à 1986. Il remporta huit fois de suite le championnat de RDA (de 1979 à 1986). Il fut cinq fois finaliste de la Coupe de RDA.
Il fut entraîneur de football. Il entraîna le Germania Schöneiche, en division régionale, puis le MSV 19 Rüdersdorf.

## Clubs

### En tant que joueur
- 1968-1986 :  BFC Dynamo Berlin

### En tant qu’entraîneur
- 1996-2004 :  Germania Schöneiche
- MSV 19 Rüdersdorf

## Palmarès

### En tant que joueur
- Championnat de RDA de football

- - Champion en 1979, en 1980, en 1981, en 1982, en 1983, en 1984, en 1985 et en 1986
  - Vice-champion en 1972 et en 1976
- Coupe d'Allemagne de l'Est de football
  - Finaliste en 1970, en 1979, en 1982, en 1984 et en 1985
- Jeux olympiques
  - Médaille d'argent en 1980